# Ракета (кинотеатр, Минск)
«Ракета» — широкоформатный кинотеатр в Минске, расположенный по адресу пер. Рабочий, дом 3, в 500 метрах от станции метро «Пролетарская». Один из старейших кинотеатров Минска (1958). Входит в структуру УП «Киновидеопрокат Мингорисполкома».

## История
Кинотеатр открылся в 1957 году в районе посёлка велозавода. Здание было построено по типовому проекту, состоящего из одного зала на 506 человек. На втором этаже действовала выставка мотовелозавода, в кинотеатре были установлены игровые автоматы.
14 ноября 2013 года кинотеатр открылся после реставрации, во время которой в основном зале были установлены новые мягкие кресла и увеличены проходы между рядами, заменена визуальная и звуковая аппаратура. Неоновая вывеска с названием кинотеатра «Ракета» была заменена на пластмассовую с сохранением оригинального шрифта. Кинотеатр стал цифровым.
В связи с пандемией COVID-19 кинотеатр был закрыт с 16 апреля по 24 сентября 2020 года.

## Cinemascope
С 2012 года до 1 октября 2019 года кинотеатр сотрудничал с проектом Cinemascope, в рамках которого в малом зале проходили показы подборок артхаусных, классических лент на языке оригинала, в том числе и немые. Сотрудничество прекращено по инициативе руководства УП «Киновидеопрокат».

## Описание
В кинотеатре 2 кинозала с мягкими креслами общей вместительностью в 299 мест:
- 1 зал — 254 места (центральный) — показ как новинок, так и классических фильмов прошлых лет;
- 2 зал — 45 мест (vip-зал с креслами-грушами) — показ некоммерческого, классического кино.

В кинотеатре расположен вестибюль, кинобар «Blockbuster», кафе «Жадина-говядина».
Кинотеатр «Ракета» находится в муниципальной собственности унитарного предприятия «Киновидеопрокат» Минского городского исполнительного комитета.